# Joseph Beer (compositor)
Joseph Beer   (Khòdoriv, 7 de maig de 1908 - Niça, 23 de novembre de 1987) va ser un compositor, principalment d’operetes, singspiele i òperes.
Beer va començar a compondre música de jove a Viena als anys trenta. Les seves operetes Der Prinz von Schiras i Polnische Hochzeit es van estrenar a l'Òpera de Zuric el 1934 i el 1937, respectivament.
Beer, que era jueu, va fugir d'Àustria el 1938 cap a França mentre la seva família va romandre a Polònia i van morir als camps d'extermini nazis. Va continuar component noves obres fins al final de la seva vida i va deixar un gran nombre d'obres per a l'escenari.

## Adolescència
Beer va néixer el 1908 a Chodorów, prop de Lviv, també conegut com Lwów o Lemberg, el segon fill d'Uri Isidore, un ric banquer, i d'Amelie Esther Malka Silver; tenia un germà gran i una germana menor. Beer va començar a compondre quan era adolescent i va assistir al Conservatori de Lviv durant els seus anys d'institut.
Per complaure al seu pare, va acceptar un contracte: un any reeixit d'estudis de dret a la Universitat de Lviv contra l'educació musical. Com que va tenir èxit a l'examen final (sobre la qüestió de Lex Salica), per tant, va poder presentar-se a la Staatsakademie und Hochschule für Musik und darstellende Kunst de Viena. No només va obtenir l'admissió, sinó que se li va permetre saltar els primers quatre anys i entrar directament a les classes magistrals de Joseph Marx. Després d'aquest èxit, el seu pare va instal·lar Joseph en un apartament de dues habitacions al centre de Viena amb el seu propi nano-piano de cua. El 1930 es va graduar amb els màxims honors.

## Carrera
Beer es va unir a una companyia de ballet vienesa com a director d'orquestra i va fer una gira amb la companyia a Àustria i a tot l'Orient Mitjà. Mentre estava de gira, va tocar algunes de les seves composicions amb el llibretista Fritz Löhner-Beda, que va quedar tan impressionat que va esdevenir molt fonamental en la incipient carrera de Beer. La seva primera col·laboració, Der Prinz von Schiras, que incloïa també el llibretista Ludwig Herzer, es va estrenar el 31 de març de 1934 al Teatre de l'Òpera de Zuric i posteriorment va fer nombroses gires per Europa i Amèrica del Sud.
Joseph Marx va escriure una carta de felicitació al seu antic alumne, afirmant amb entusiasme que en la seva primera obra, Beer havia mostrat un coneixement i un domini que pocs compositors consolidats d'opereta posseeixen. La cervesa amb prou feines tenia 25 anys.
La segona obra de Beer, Die Polnische Hochzeit amb llibret de Fritz Löhner-Beda i Alfred Grünwald, es va estrenar a Zuric el 1937. Va tenir un gran èxit i es va representar a tot Europa en uns 40 escenaris (inclosos el Theatre an der Wien de Viena, el Teatr Wielki a Varsòvia i el Teatro Fontalba de Madrid) i traduït a vuit idiomes en un parell d'anys.
Després de l'Anschluss el 1938, Beer va haver de fugir d'Àustria i el govern francès li va concedir un visat i es va establir a una habitació d'hotel a París. Va adaptar obres instrumentals per a orquestres i va rebre un encàrrec d’un director al Teatre de l'Òpera de Zuric perquè una obra es representés amb el nom d'aquesta. Va completar aquest treball, incloses totes les parts orquestrals i de veu, en només tres setmanes i sense l'avantatge d'un piano.
Després de la invasió alemanya de París el 1940, Beer, que estava inscrit en l'exèrcit polonès a l'exili, va intentar arribar a les seves tropes a Anglaterra. Però l'últim vaixell de Bordeus havia desaparegut. Després va escapar a Niça, al sud de França, on va romandre fins al final de la guerra.
Mentre continuava organitzant obres orquestrals, també va compondre la seva tercera obra important, Stradella in Venedig basada en l'episodi d'Alessandro Stradella a Venècia. Quan els nazis van acabar la seva ocupació de França el 1942, Beer es va haver d'amagar amb el nom de Jean Joseph Bérard. Durant aquest temps, el seu pare, la seva mare i la seva germana, que havien quedat a Lviv, van ser atrapats al gueto de Lwów. Les postals escrites amb noms falsos del gueto al seu fill Joseph, també amb un nom fals ja que es trobava amagat a Niça, poden mostrar que van sobreviure als pogroms de Lviv del 1941. Però el final de qualsevol comunicació el 1942 pot demostrar que havien estat enviat als camps de concentració, potser després de la Gran Aktion (Großaktion) d'agost de 1942, quan entre 40.000 i 50.000 jueus van ser deportats del gueto de Lemberg a Belzec. Beer sempre va pensar que els seus pares havien estat assassinats a Auschwitz i la seva germana petita Suzanne a Buchenwald. El seu llibretista Fritz Löhner-Beda va ser assassinat a Monowitz (Auschwitz III) el 4 de desembre de 1942.
Després dels esdeveniments de la guerra, Beer es va retirar cada vegada més i va rebutjar els drets d'interpretació de les seves obres anteriors. Tot i això, Polnische Hochzeit es va representar a Escandinàvia sense la seva col·laboració ni el seu consentiment —fins i tot a títol pòstum fins al 2005— sovint sota el títol de Masurkka. El 1946 es va estrenar a la catedral de Notre Dame de Niça el seu oratori Ave Maria, protagonitzat per Enzo Seri, tenor i Lotte Schöne, soprano. Stradella in Venedig, composta durant els seus anys d'amagatall, es va estrenar el 1949 a l'Òpera de Zuric. El crític musical Kurt Pahlen la va anomenar una òpera còmica del més alt nivell i el membre de l'Académie Française André Roussin va adaptar el llibret a l'escenari francès. Beer va passar la major part del temps fins a la seva mort el 1987 creant dues noves obres: les òperes La Polonaise (1975) i Mitternachtssonne (1987).

## Vida posterior
Després dels anys de guerra, Beer es va casar amb una jove refugiada jueva alemanya, Hanna Königsberg, el 1957. Van tenir dues filles, Suzanne i Béatrice.
El 1966, Beer es va doctorar en musicologia per la Universitat de la Sorbona sota la direcció del reconegut musicòleg Jacques Chailley i la presidència del filòsof i musicòleg francès Vladimir Jankélévitch. El tema de la tesi de Beer va ser L'evolució de l'estil harmònic a l'obra de Scriabin per la qual va rebre els màxims honors (Très honorable avec félicitations du jury).
Va morir a Niça el 23 de novembre de 1987. La família de Beer va fundar la Joseph & Hanna Beer Foundation per perpetuar la memòria del compositor i augmentar el seu reconeixement per part d'un públic mundial i la seva inclusió en el repertori operístic estàndard.
Beer és el compositor resident en memòria del Atlantic Coast Opera Festival, un festival internacional d'òpera d'estiu amb seu a Filadèlfia.

## Treballs citats
- The Official Site of Composer Joseph Beer[3]
- L'evolució de l'estil harmònic en l'obra de Scriabin Joseph Beer, Ædam Musicae, França -
- Amaury du Closel: Les Voix étouffées du IIIe Reich, 2005  Extracte (en francès)[4]
- Primavera Driessen Gruber, Michel Cullin. Böhlau Verlag Wien Köln Weimar 2008,[5]
- Kurt Pahlen: Musikgeschichte der Welt, Orel Füssli Verlag, Zürich, 1947.
- Música prohibida: Els compositors jueus prohibits pels nazis, Michael Haas, Yale University Press, EUA, 2 d'abril de 2013
- Cybermusée des músics exiled in France [Músics exiliats a França: un cibermuseu] - com a part de la tesi doctoral El cibermuseu virtual: del virtual filosòfic al virtual tecnològic [Cibermuseus virtuals: de la realitat virtual filosòfica a la realitat virtual tecnològica] del doctor Suzanne Beer, Universitat París VIII, París, França, 5 de desembre de 2014
- En nom de l'art, 1933-1945, Exiles, solidarités et engagements, Limore Yagil, Fayard, França, 4 de març de 2015
- Casament polonès: una joia oculta, el Dr. Yujung Bae, The Hartt School, University of Hartford, Connecticut, EUA, abril de 2016